# Acceleration Team Nederland
Het Acceleration Team Nederland is een Nederlands raceteam dat deelneemt aan het landenkampioenschap Acceleration 2014 in de klasse Formula Acceleration 1. Het team wordt gerund door het Belgische Azerti Motorsport, eigendom van Wim Coekelbergs.
In 2014, het eerste seizoen van de klasse, heeft het team Nigel Melker als coureur. In het laatste raceweekend zette het team een tweede auto in voor Bas Schouten. De eigenaar van het team is Meindert van Buuren sr.
Melker werd de eerste coureurskampioen van de klasse met vijf overwinningen, nadat titelrivaal Mirko Bortolotti van het Acceleration Team Italië niet deelnam in het laatste raceweekend.

## Resultaten
| Resultaat                     |
| ----------------------------- |
| Winnaar                       |
| Tweede plaats                 |
| Derde plaats                  |
| Gefinisht (punten)            |
| Gefinisht (geen punten)       |
| Niet geklasseerd (NC)         |
| Uitgevallen (DNF)             |
| Niet gekwalificeerd (DNQ)     |
| Gediskwalificeerd (DSQ)       |
| Niet gestart (DNS)            |
| Gewond (INJ)                  |
| Uitgesloten (EX)              |
| Teruggetrokken (WD)           |
| Niet deelgenomen (blanco cel) |
| vetgedrukt (pole position)    |
| cursief (snelste ronde)       |

| Jaar | Coureur      | 1     | 2     | 3     | 4     | 5     | 6       | 7     | 8     | 9     | 10     | Punten | Positie |
| ---- | ------------ | ----- | ----- | ----- | ----- | ----- | ------- | ----- | ----- | ----- | ------ | ------ | ------- |
| 2014 | Nigel Melker | ALG 2 | ALG 2 | NAV 1 | NAV 1 | NÜR 1 | NÜR DNS | MON 2 | MON 2 | ASS 1 | ASS 1  | 183    | 1       |
| 2014 | Bas Schouten | ALG   | ALG   | NAV   | NAV   | NÜR   | NÜR     | MON   | MON   | ASS 9 | ASS 10 | 3      | 23      |
| Jaar | Coureur      | 1     | 2     | 3     | 4     | 5     | 6       | 7     | 8     | 9     | 10     | Punten | Positie |